# Need for Speed: Underground
Need for Speed: Underground (накратко NFSU) е състезателна видео игра, 7-ата от поредицата Need for Speed, разработена от Electronic Arts. За пръв път се появява в Европа на 21 ноември 2003 г. за PlayStation 2, GameCube и Xbox. На 17 ноември 2003 г. играта е публикувана в САЩ. Там, на същата дата, е пусната PC версията, която е публикувана в Европа на 28 ноември 2003. Направена е също версия за Game Boy Advance, която излиза на 16 януари 2004.
|  | Тази страница частично или изцяло представлява превод на страницата Need for Speed: Underground в Уикипедия на английски. Оригиналният текст, както и този превод, са защитени от Лиценза „Криейтив Комънс – Признание – Споделяне на споделеното“, а за съдържание, създадено преди юни 2009 година – от Лиценза за свободна документация на ГНУ. Прегледайте историята на редакциите на оригиналната страница, както и на преводната страница, за да видите списъка на съавторите. ВАЖНО: Този шаблон се отнася единствено до авторските права върху съдържанието на статията. Добавянето му не отменя изискването да се посочват конкретни източници на твърденията, които да бъдат благонадеждни. |